# لطیفه بنت محمد بن راشد آل مکتوم
لطیفه بنت محمد بن راشد آل مکتوم (عربی: شیخة لطیفة بنت محمد بن راشد آل مکتوم؛ زادهٔ ۵ دسامبر ۱۹۸۵) یک شاهزاده اماراتی و عضوی از خانواده حاکم دبی، فرزند نخست‌وزیر امارات و حاکم دوبی محمد بن راشد آل مکتوم است. مادر او حوریه احمد لمعاش از الجزایر است. شیخ لطیفه هچنین دو نیم خواهر با همین نام دارد که یکی از آن‌ها از وی بزرگتر و دیگری از وی کوچکتر است.
وی در مارس ۲۰۱۸ اقدام به فرار از کشور امارات کرد که نهایتاً با مساعدت اینترپل به همراه عملیات مشترک بین امارات و هند در آب‌های هندوستان دستگیر شد و به امارات متحده عربی بازگردانده شد.